# Joanna Adler
Joanna P. Adler (Olmsted, 1º maggio 1964) è un'attrice statunitense, conosciuta soprattutto per il ruolo della cameriera Opal Sinclair in Devious Maids - Panni sporchi a Beverly Hills.

## Biografia
Joanna si è laureata al Williams College di Williamstown, nel Massachusetts e alla Tisch School of Arts di New York. È poi apparsa in numerosi spot televisivi ed in film indipendenti, il più famoso è Book of Love. Nel 1995, la Adler ha vinto un Obie Award per la brillante interpretazione di un'attrice in The Boys in the Basement. Inoltre ha preso parte a molte produzioni teatrali durante la sua carriera. In televisione, la Adler è apparsa in serie televisive di successo, come Sex and the City, Law & Order, Law & Order - Unità vittime speciali, 30 Rock, The Good Wife, Orange is the new black, ed ha anche avuto ruoli ricorrenti in Gravity, e Are We There Yet?.
Nel dicembre del 2013, Joanna è stata scelta come personaggio regolare per la seconda stagione della serie televisiva di Lifetime, Devious Maids - Panni sporchi a Beverly Hills. Qui ha interpretato il ruolo di Opal, una cameriera inquietante e misteriosa, ispirata alla signora Danvers nel film di Hitchcock, Rebecca - La prima moglie.

## Filmografia

### Cinema
- Delitto perfetto (A Perfect Murder), regia di Andrew Davis (1998)
- Biglietti... d'amore (Just the Ticket), regia di Richard Wenk (1999)
- Pazzo di te! (Down to You), regia di Kris Isacsson (2000)
- School of Rock, regia di Richard Linklater (2003)
- I numeri dell'amore (An Invisible Sign), regia di Marilyn Agrelo (2010)
- Ruth & Alex - L'amore cerca casa (5 Flights Up), regia di Richard Loncraine (2014)
- Alex Strangelove, regia di Craig Johnson (2018)
- Copia originale (Can You Ever Forgive Me?), regia di Marielle Heller (2018)
- An American Pickle, regia di Brandon Trost (2020)
- Tick, Tick... Boom!, regia di Lin-Manuel Miranda (2021)

### Televisione
- Sex and the City – serie TV, episodio 1x03 (1998)
- Cosby – serie TV, episodio 4x21 (2000)
- Law & Order: Criminal Intent – serie TV, episodio 7x19 (2008)
- The Unusuals - I soliti sospetti (The Unusuals) – serie TV, episodio 1x05 (2009)
- Ugly Betty – serie TV, episodio 3x22 (2009)
- Law & Order - Unità vittime speciali (Law & Order: Special Victims Unit) – serie TV, episodi 8x01-11x14 (2006-2010)
- Law & Order - I due volti della giustizia (Law & Order) – serie TV, episodi 12x14-20x03-20x22 (2002-2010)
- Gravity – serie TV, 4 episodi (2010)
- 30 Rock – serie TV, episodi 5x02-5x15 (2010-2011)
- The Good Wife – serie TV, episodio 4x04 (2012)
- Chicago Fire – serie TV, episodio 1x04 (2012)
- The Venture Bros. – serie TV animata, 7 episodi (2006-2013) (voce)
- Devious Maids - Panni sporchi a Beverly Hills (Devious Maids) – serie TV, 13 episodi (2014)
- Orange Is the New Black – serie TV, 4 episodi (2013-2015)
- Divorce – serie TV, episodi 1x03-2x06 (2016-2017)
- The Blacklist – serie TV, episodio 4x17 (2017)
- The Tick – serie TV, episodio 1x01 (2017)
- The Sinner – serie TV, episodi 1x05-1x06-1x08 (2017)
- American Crime Story – serie TV, 4 episodi (2018)

## Doppiatrici italiane
Nelle versioni in italiano delle opere in cui ha recitato, Joanna Adler è stata doppiata da:
- Laura Romano in Ruth & Alex - L'amore cerca casa, The Sinner
- Roberta Pellini in Devious Maids - Panni sporchi a Beverly Hills, Tick, Tick... Boom!
- Franca D'Amato in American Crime Story
- Alessandra Korompay in Alex Strangelove
- Paola Majano in Billions

Da doppiatrice è sostituita da:
- Stefania Romagnoli in The Venture Bros.